# Bogosia rogezensis
Bogosia rogezensis är en tvåvingeart som beskrevs av Barraclough 1985. Bogosia rogezensis ingår i släktet Bogosia och familjen parasitflugor.
Artens utbredningsområde är Madagaskar. Inga underarter finns listade i Catalogue of Life.